# Maladie de l'œil de paon
Le cycloconium ou maladie de l'œil de paon est une maladie fongique qui affecte les oliviers cultivés.
Cette maladie, très répandue en France, est due à un champignon phytopathogène (parasite) de la famille des Venturiaceae, Spilocaea oleaginea (synonyme : Fusicladium oleagineum) qui s'attaque aux feuilles des oliviers dans lesquelles il pénètre par ses conidies. Les feuilles atteintes tombent et la synthèse chlorophyllienne de l'arbre peut être affectée, compromettant la récolte d'olives. La feuille atteinte finit par tomber.

## Description

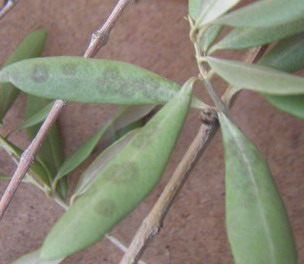
Feuilles d'olivier en début de contamination.

Le cycloconium ou « œil de paon » s'observe essentiellement sur les feuilles âgées de plus d'un mois. Il se caractérise par des taches circulaires de 0,2 à 1 cm de diamètre, visibles à la face supérieure des feuilles (voir illustration), dont la couleur varie du blanc-gris au brun-noirâtre allant jusqu'au jaune-orangé.

## Cycle de la maladie
Le champignon parasite se propage par ses conidies (conidiospores) qui sont présentes sur les feuilles tombées au sol à un moment de l'année. Cet inoculum est surtout présent dans les feuilles infectées qui restent sur l'arbre et sur lesquelles les conidies peuvent conserver leur potentiel de germination plusieurs mois durant.
La pluie et l'humidité de l'air jouent un rôle important dans la dispersion des spores et la contamination : les infections ont lieu à courte distance, provoquées par les éclaboussures sur les taches d'infection. On distingue trois phases dans le cycle du champignon.

### Infection
Les spores-conidies germent en quelques heures, en présence d'eau liquide (gouttes de pluie ou de condensation). Le champignon parasite pénètre à travers la cuticule de la face supérieure des feuilles, développant un mycélium qui se propage dans les tissus internes de la feuille. Cette phase est rapide, quelques heures.

### Incubation
La durée pendant laquelle le champignon est invisible à l’œil nu est la phase d'incubation. L'optimum de température est de 12 jours à 16 °C. Si les températures sont élevées (> 25 °C) ou plus basses (< 9 °C), la contamination n'a pas lieu, le développement du parasite est fortement ralenti.

### Émission de nouvelles conidies
En fin de cycle, le mycélium perce la cuticule supérieure de l'épiderme pour fructifier et produire de nouvelles conidies.

## Dégâts
La perte des feuilles limite et réduit l'activité photosynthétique de l'arbre. Celui-ci s'alimente moins bien, la récolte est affectée en poids et en teneur d'huile.
Les oléiculteurs ne prennent pas toujours conscience du phénomène car il survient alors que les olives sont formées et que l'arbre ne meurt pas.

## Stratégie de lutte

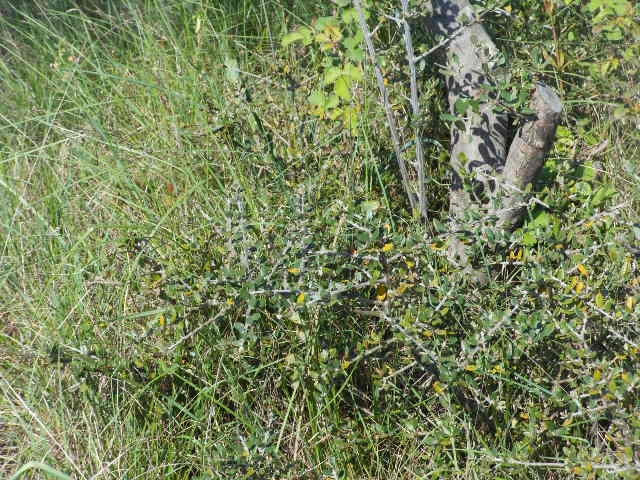
Olivier abandonné dont les rejets sont attaqués par l'œil de paon (4 mai 2013).

L'infection peut survenir à deux périodes distinctes :
- au printemps (de mars à juin),
- à l'automne (d'août à octobre).

Il convient de surveiller le verger et notamment les feuilles des branches basses en faisant des comptages de feuilles atteintes présentant au moins une tache.

### Prophylaxie
Le premier réflexe de l'oléiculteur est la prévention.

#### Aération de l'arbre
Le contact des branches basses avec les herbes qui poussent est à éviter : tondre l'herbe (voir illustration ci-contre où l'olivier est envahi par l'herbe). Tailler modérément l'arbre, en aérant le contenu, selon la méthode RMC : « R » pour ce qui rentre, « M » pour ce qui monte, « C » pour ce qui croise.

#### Limiter l'irrigation
L’irrigation par aspersion du feuillage est à proscrire. Sous la frondaison, elle doit être raisonnable et éviter de transformer le dessous de l'arbre en jungle tropicale.

#### Limiter les apports d'engrais
Les apports d'engrais chimiques doivent être limités aux seuls besoins du verger, d'après les analyses faites.

### Lutte chimique
La lutte chimique fait appel au sulfate de cuivre ou à des fongicides de synthèse systémiques. Les fongicides sont réservés aux professionnels ayant suivi une formation et titulaires d'un Certificat Individuel de Produits Phytopharmaceutiques (Certiphyto). Le cuivre se présente sous forme de préparations à pulvériser dans les frondaisons, sur les feuilles (bouillies à 20 % de cuivre). Cette méthode est préventive, en ce sens que le cuivre ne fait que s'opposer à la germination des spores-conidies. Il faut pouvoir, en période printanière et en fonction des températures prévues, procéder à une pulvérisation avant une pluie annoncée (et non après). Les ions du cuivre ne pénètrent pas dans la feuille.

« La répartition uniforme du cuivre sur la surface des feuilles est plus importante que la dose. »

— Le Nouvel Olivier (2013), Alex Siciliano (CTO)
Il convient de limiter les doses de cuivre car cette substance est toxique pour de nombreux organismes du sol, notamment des champignons qui auraient une action sur les pupes des mouches de l'olive.

### Application des produits
Le cuivre contenu dans la bouillie bordelaise est toxique pour les feuilles et les fleurs d'olivier. L'application de cuivre sur les boutons floraux (stade E) se manifeste par une coulure des fleurs environ 15 jours après l'application.
L'objectif de l'association française interprofessionnelle de l'olive (AFIDOL) est de montrer l'intérêt de la diminution de la dose de cuivre utilisée pour lutter contre ce champignon. Le cuivre en excès perturbe le fonctionnement de l'écosystème dans le sol et ne s'élimine pas du sol. Afin de limiter la perturbation de l'environnement l'AFIDOL et le Centre technique de l'olivier recommandent de diviser par deux les doses de produits (dose maximale autorisée).
Si le dernier traitement a été lessivé par la pluie, recommencer le traitement en appliquant à nouveau la demi-dose préconisée.

## Sources